# Cancelado (South Park)
«Cancelled» («Cancelado» en el doblaje latinoamericano) es el primer episodio de la séptima temporada de la serie de televisión animada estadounidense South Park, y el episodio 97 de la serie en general. Se emitió por primera vez en Comedy Central el 19 de marzo de 2003. Por orden de producción, este es el cuarto episodio de la séptima temporada.
En el episodio, se coloca una antena parabólica extraterrestre en el trasero de Cartman. Poco después, los extraterrestres que lo instalaron secuestran a los niños. Descubren que el planeta Tierra es simplemente un reality show intergaláctico. Cuando la noticia llega a su planeta de origen, los extraterrestres deciden cancelar el programa y se debe hacer algo si los chicos quieren salvar el día.
El episodio fue escrito por el cocreador de la serie Trey Parker. Originalmente estaba destinado a transmitirse como el episodio 100, pero «I'm a Little Bit Country» se emitió como el episodio 100 en su lugar.

## Trama
Este episodio comienza casi de manera idéntica al primer episodio de South Park, "Cartman obtiene una sonda anal", con Cartman llegando y hablando de un sueño en el que fue secuestrado por extraterrestres. Hay algunas diferencias menores con el episodio anterior, como que Cartman llama a Ike un "cabeza de pene que vomita semen" después de que Kyle le dice que no llame a su hermano "consolador" e Ike dice declaraciones más profanas como "Chúpame las bolas" y "No lo hagas". ¡No patees al maldito bebé!" . Cuando los niños se dan cuenta de que todo esto ha sucedido antes, llegan a la conclusión de que están atrapados en una "repetición", ellos y Chef deciden hacer algo con la sonda anal que tiene Cartman; primero ven a un proctólogo, luego a un científico. Cartman luego se niega a activar el satélite a menos que Kyle sea quien le meta el dedo en el trasero. Cartman atormenta a Kyle siete veces tirando pedos continuamente, y finalmente Kyle se harta y lo tapa. El científico, Jeff Goldblum, descubre que puede invertir la polaridad del mensaje que está transmitiendo la nave alienígena. Luego aparece un grupo de Visitantes y los niños y el Chef huyen. Sin embargo, los niños finalmente son secuestrados.
Los niños se despiertan en el barco y conocen a Najix, un extraterrestre que se parece al padre de Stan, y les explica que eligió una apariencia que les agradaría más. Odian esto porque recuerda demasiado a la película Contacto, que odiaban. Muestra su verdadera forma, un monstruo grotesco y aterrador, con piel amarilla y verde, cuatro patas y dientes afilados. Así que los niños lo hacen pasar por una serie de transformaciones, en su mayoría de celebridades o personajes famosos de la televisión, hasta que Cartman sugiere "un taco que caga helado". Najix luego explica que él y los otros extraterrestres hacen un reality show llamado Tierra, y todas las especies de la Tierra, como asiáticos, osos, patos, judíos, ciervos e hispanos, son sacados de sus respectivos planetas de origen para los propósitos del espectáculo, y todos en todo el mundo, sin saberlo, están siendo filmados y observados.
El científico descubre esto al mismo tiempo en la Tierra al traducir el código binario que resultó de invertir la polaridad del mensaje que procede a decirles a todos, lo que lleva a los jefes de la red alienígena a cancelar el programa y prepararse para destruir la Tierra. El científico concluye que el programa se canceló gracias a la asociación del término "teoría del caos" con "cancelado", luego usa sus habilidades de asociación de palabras con la palabra "chaquetas" para idear un plan para enviar a la nave un virus informático para desactivar sus computadoras. Chef responde "¡Eso no tiene ningún maldito sentido!" . Cuando se corre la voz por el resto del planeta de que la Tierra es un gran reality show, los humanos se regocijan de que son famosos.
En el espacio exterior, se le informa a Najix que la Tierra está siendo cancelada, porque el conocimiento de los humanos de que son un reality show de televisión ha arruinado la calidad del programa. Cuando se les informa a los niños que la Tierra será destruida para dar paso a algo más útil, van al planeta Fognl para encontrarse con los productores alienígenas, los "Joozians", caricaturas judías con narices grandes y acentos estereotípicos, descritos como que controlan todo. medios en el universo. Los extraterrestres no se conmueven con las súplicas del niño para salvar la Tierra y explican que después de 100 episodios, el programa debe cancelarse porque los programas tienden a perder calidad después de 100 episodios. Luego, los joozianos van a un bar de striptease e inhalan un polvo púrpura de una manera similar a la cocaína. Más tarde consiguen una habitación de hotel con una prostituta y participan en actos que Kenny fotografía. Cuando los joozianos luego recuperan la sobriedad y expresan vergüenza y vergüenza por sus actos anteriores, los chicos acuerdan no publicar su foto del interludio sexual de los joozianos si los joozianos acuerdan abstenerse de destruir la Tierra. Los joozianos están de acuerdo con esto, aunque deciden borrar la verdad sobre la naturaleza de la Tierra como un reality show de los recuerdos de todos los humanos, incluidos los de los niños.
De vuelta en la Tierra, los chicos no recuerdan lo que sucedió, pero Kenny todavía tiene la foto, y aunque nadie puede recordar qué es, el Chef le dice a Kenny que se la quede, ya que está seguro de que es algo muy importante. El episodio termina con otro anuncio de la Tierra, prometiendo que en el próximo episodio los "estadounidenses e iraquíes tienen una pelea total". (La invasión de Irak se inició el 19 de marzo de 2003, la noche de la emisión original de este episodio.)

## Recepción
"Cancelled", junto con los otros catorce episodios de The Complete Seventh Season, se lanzaron en un DVD de tres discos en los Estados Unidos el 21 de marzo de 2006. Los conjuntos incluyeron breves comentarios de audio de Parker y Stone para cada episodio. IGN le dio a la temporada un 8/10.